# NGC 4731
NGC 4731 је спирална галаксија у сазвежђу Девица која се налази на NGC листи објеката дубоког неба.
Деклинација објекта је - 6° 23' 33" а ректасцензија 12h 51m 1,0s. Привидна величина (магнитуда) објекта NGC 4731 износи 11,5 а фотографска магнитуда 12,2. Налази се на удаљености од 25,9000 милиона парсека од Сунца. NGC 4731 је још познат и под ознакама MCG -1-33-26, UGCA 302, IRAS 12484-0607, PGC 43507.